# Valeria de quaestoribus
La lex Valeria de quaestoribus va ser una antiga llei romana proposada per Publi Valeri Publícola cap a l'any 507 aC, que establia dos qüestors cada any triats entre els joves patricis, per recaptar les rendes de l'estat que s'havien de guardar al temple de Saturn, portant adequadament els comptes. Això limitava el poder dels cònsols en relació als diners de l'erari, evitant que els utilitzessin per adquirir més poder, i diferenciava aquesta magistratura d'allò que havia estat la monarquia.